# Witold Obrębski
Witold Obrębski (ur. 6 grudnia 1891, zm. ?) – polski prawnik i urzędnik konsularny.

## Życiorys
Ukończył studia prawnicze. Od 1923 pełnił obowiązki w polskiej służbie zagranicznej, m.in. od 15 stycznia 1923 do 1 września 1932 był naczelnikiem wydziału Departamentu Konsularnego MSZ oraz kier. konsulatu/konsulem generalnym w Marsylii (1932–1939). Następnie był konsulem generalnym w Paryżu (1939–1940), delegatem PCK na płd. Francji (1940–) oraz ponownie konsulem generalnym w Marsylii (1944–1945).

## Ordery i odznaczenia
- Złoty Krzyż Zasługi
- Srebrny Krzyż Zasługi (14 czerwca 1928)[4]
- Medal Dziesięciolecia Odzyskanej Niepodległości
- Brązowy Medal za Długoletnią Służbę
- Krzyż Komandorski Orderu św. Sawy (Jugosławia)
- Krzyż Oficerski Orderu Gwiazdy Rumunii (Rumunia)